# Liulichang

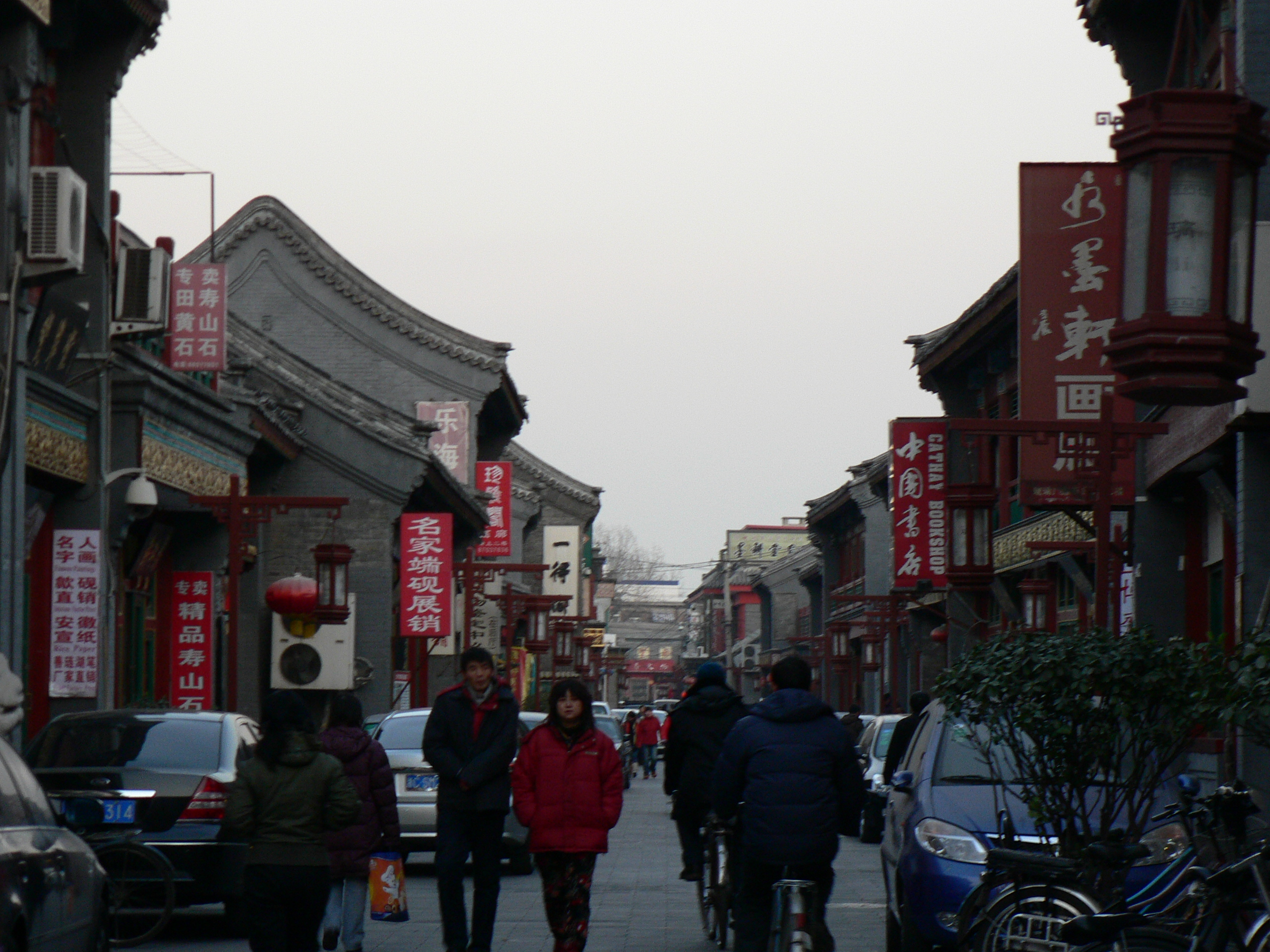
Liulichang

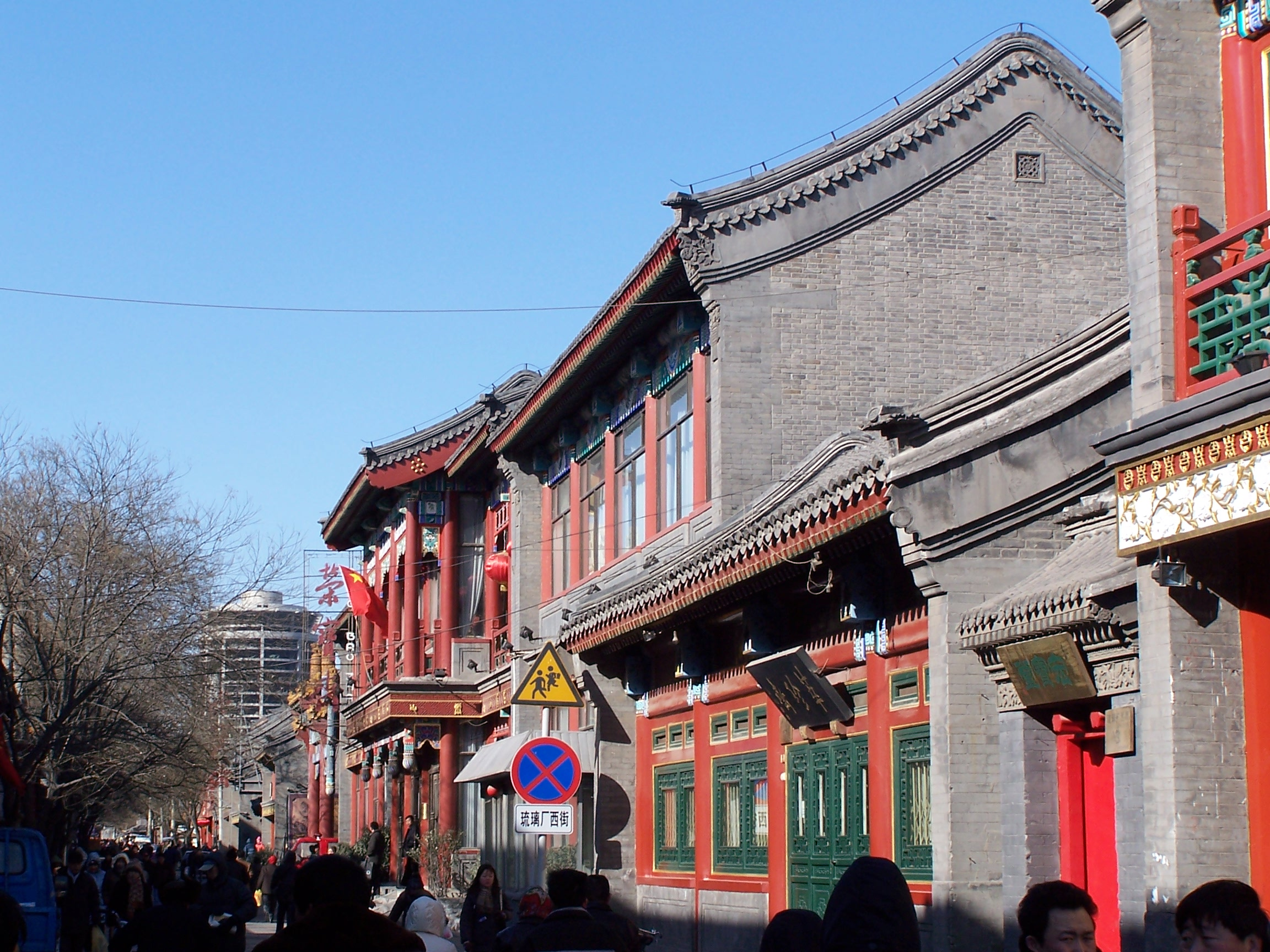

Liulichang (cinese semplificato: 琉璃厂; cinese tradizionale: 琉璃廠; pinyin: Liúlíchǎng) è un distretto del centro storico di Pechino, conosciuto principalmente per una serie di dimore tradizionali cinesi che ospitano attualmente botteghe di artigiani, artisti ed antiquari. Liulichang è uno dei quartieri tradizionali della vecchia Pechino.

## Storia

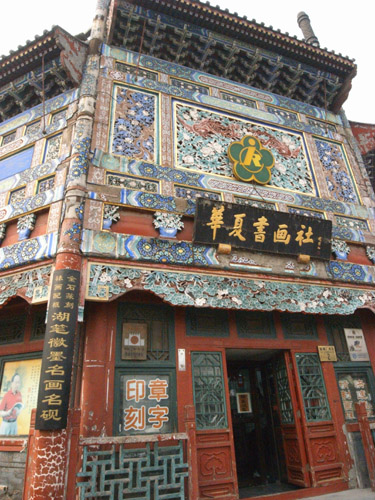
Un esempio di un tipico edificio di Liulichang

Il nome "liulichang" è nato durante la dinastia Ming, quando le strade del quartiere ospitavano una rinomata produzione di lacca colorata (chiamata in cinese Liuli Chang), la quale veniva utilizzata per la costruzione di piastrelle e tegole di palazzi, templi e residenze degli ufficiali di stato.
Secondo la storia locale, durante le epoche Ming e Qing Liulichang era uno dei luoghi d'incontro preferiti per studiosi, pittori e calligrafi, che vi si riunivano per scrivere, compilare ed acquistare libri, per dipingere e scrivere poesie. Durante il periodo di regno dell'imperatore Kangxi (1661-1722), Liulichang era ormai diventato un fiorente centro culturale della vecchia capitale cinese.

## Rinnovamenti
In tempi moderni, dei rinnovamenti su larga scala hanno trasformato il quartiere in un mercato che somiglia agli antichi villaggi cinesi. Gli innumerevoli negozi collocati ai lati delle strade vendono una grande varietà di prodotti artistici locali, da pitture a calligrafie, da ceramiche, tappeti, vasi a libri, pergamene ed anche bacchette per il cibo.
Al giorno d'oggi la strada è un misto di negozi privati e di proprietà dello stato, ma in ogni caso i clienti vengono avvisati di contrattare prima di fare acquisti. Oltre alle botteghe artigiane, sono presenti tradizionali case da tè, negozi di liquori e molti ristorantini.
Liulichang è anche una popolare destinazione turistica, adatta soprattutto a coloro che vogliono conoscere l'aspetto commerciale dell'arte folcloristica cinese lontano dal caotico traffico automobilistico della capitale.